# فطیم عرنوق (سوریه)
فَطیم عَرنوق یا فَطیم اَرنوک دهکده ای در استان حمص و شرق شهر حمص است. بر پایه آمارهای سال ۲۰۰۴ جمعیت این دهکده ۴۶۲ نفر است.